# Jüdenberg
Jüdenberg is sinds 1 januari 2007 een ortsteil van de Duitse stad Gräfenhainichen in de Duitse deelstaat Saksen-Anhalt in de Landkreis Wittenberg.
Jüdenberg telt 608 inwoners.